# Roy Krishna
Roy Christopher Krishna (* 30. srpna 1987) je fidžijský fotbalista, který hraje jako útočník za indický klub Odisha, je kapitánem fidžijské reprezentace. Má nejvíce startů a je nejlepším střelcem své reprezentace. V roce 2022 se stal prvním hráčem, který dosáhl 50. startu za reprezentaci Fidži.

## Reprezentační kariéra
Za seniorskou reprezentaci debutoval na Jihopacifických hrách v roce 2007. Za reprezentaci hrál v kvalifikaci na Mistrovství světa 2010.
V roce 2010 byl povolán do seniorské futsalové reprezentace pro kontinentální mistrovství.
Dne 7. srpna 2016 vstřelil jediný gól své reprezentace na závěrečném turnaji LOH.
Dne 18. listopadu 2023 se Krishna stal nejlepším střelcem své konfederace, překonal Comminse Menapiho a Chrise Wooda.
S 5 góly byl nejlepším střelcem Oceánského poháru národů 2024.